# رامي طهبوب
رامي إحسان عارف طهبوب هو دبلوماسي فلسطيني، كان سفيرًا لدولة فلسطين لدى لبنان، ويشغل حاليًا منصب السفير الفلسطيني لدى الكويت.

## الحياة العملية
كان مسؤولًا عن ملف الوطن العربي في بيت الشرق. شغل منصب سفير دولة فلسطين لدى لبنان، وفي 9 أكتوبر 2012 عُين سفيرًا لدولة فلسطين لدى الكويت حيث أدى اليمين القانونية أمام الرئيس الفلسطيني محمود عباس، وفي 15 يناير 2013 قدم أوراق اعتماده إلى أمير الكويت صباح الأحمد الجابر الصباح الذي تقبلها. يُعد طهبوب أول سفير لدولة فلسطين لدى الكويت بعد 22 عامًا من انقطاع العلاقات الدبلوماسية بين البلدين بعد الغزو العراقي للكويت.